# Korppi (ö i Norra Savolax, Inre Savolax)
Korppi är en ö i Finland. Den ligger i sjön Tallusjärvi och i kommunen Tervo i den ekonomiska regionen  Inre Savolax ekonomiska region  och landskapet Norra Savolax, i den centrala delen av landet, 300 km norr om huvudstaden Helsingfors. Öns area är 5,8 hektar och dess största längd är 410 meter i sydöst-nordvästlig riktning.